# Heliconius hermanni
Heliconius hermanni är en fjärilsart som beskrevs av Riffarth 1899. Heliconius hermanni ingår i släktet Heliconius och familjen praktfjärilar. Inga underarter finns listade i Catalogue of Life.